# (464342) 2016 AZ116
(464342) 2016 AZ116 es un asteroide perteneciente al cinturón de asteroides, descubierto el 19 de enero de 2005 por el equipo Spacewatch desde el Observatorio Nacional de Kitt Peak (Arizona, Estados Unidos).